# Tour Down Under 2000
| Erster           | Gilles Maignan        | 19:02:27 h  |
| Zweiter          | Stuart O’Grady        | + 0:12 min  |
| Dritter          | Steffen Wesemann      | + 0:14 min  |
| Vierter          | Ludovic Turpin        | + 0:18 min  |
| Fünfter          | Sandy Casar           | + 0:24 min  |
| Sechster         | Dominique Rault       | + 0:25 min  |
| Siebter          | Alexander Winokurow   | + 0:28 min  |
| Achter           | Mathew Stephens       | + 4:11 min  |
| Neunter          | René Jörgensen        | + 5:46 min  |
| Zehnter          | Emmanuel Magnien      | + 10:58 min |
| Sprintwertung    | Guillaume Auger       | 22 P.       |
| Zweiter          | Stéphane Bergès       | 20 P.       |
| Dritter          | Stuart O’Grady        | 16 P.       |
| Bergwertung      | René Jörgensen        | 38 P.       |
| Zweiter          | Stéphane Bergès       | 32 P.       |
| Dritter          | Dominique Rault       | 32 P.       |
| Nachwuchswertung | Sandy Casar           | 19:02:51 h  |
| Zweiter          | Brad Davidson         | + 26:20 min |
| Dritter          | Allan Davis           | + 43:05 min |
| Teamwertung      | Ag2r Prévoyance       | 77:36:06 h  |
| Zweiter          | Crédit Agricole       | + 3:21 min  |
| Dritter          | Team Deutsche Telekom | + 4:20 min  |

Die 2. Tour Down Under fand vom 18. bis 23. Januar 2000 statt. Das Radrennen bestand aus sechs Etappen und begann in der südaustralischen Hauptstadt Adelaide, wo es auch endete. Die Gesamtdistanz des Rennens betrug 742 Kilometer. Die Tour Down Under war in die internationale Kategorie 2.3 eingestuft.

## Die Teilnehmer
Wie schon bei der ersten Austragung des Rennens im Jahr zuvor lud die veranstaltende südaustralische Tourismuskommission die australischen Teams Sun-Smart-Mitsubishi und United Water-AIS zur Teilnahme ein. Insgesamt standen erneut zwölf Teams am Start, wobei mit dem Team Deutsche Telekom, Big Mat-Auber 93, Crédit Agricole, AG2R Prévoyance (im Vorjahr noch als Casino) und Saeco Gaggia fünf weitere Mannschaften partizipierten, die auch 1999 schon dabei gewesen waren. Jedes Team umfasste acht Fahrer.
Als favorisiert auf den Gesamtsieg galten im Vorfeld besonders die australischen Fahrer, die sich mitten in ihrer Saison befanden, während die europäischen Profis die Rundfahrt vor allem zur Vorbereitung auf die im März beginnende Saison nutzten.
| SunSmart - Mitsubishi United Water-AIS Team Deutsche Telekom | Big Mat-Auber 93 AG2R Prévoyance Crédit Agricole | La Française des Jeux Saeco Team Polti | Farm Frites Memory Card -Jack & Jones Linda McCartney Racing |

## Die Etappen
Als Höhepunkt des einwöchigen Rad-Festes Festival of Cycling in Adelaide wurde die Tour Down Under durch die Provinz Südaustralien zum zweiten Mal nach 1999 ausgefahren. Die sechs Etappen lange Rundfahrt startete und endete wie schon bei ihrer ersten Auflage in der Provinzhauptstadt und orientierte sich im Streckenverlauf stark an der Ausgabe des vergangenen Jahres.

### 1. Etappe, Adelaide Street Race
Mit einem 52 Kilometer langen Rundkurs in Adelaide begann am 19. Januar 2000 die Tour Down Under. An einem Dienstagabend säumten über 40.000 Zuschauer den 3 Kilometer langen, flachen Rundkurs, der in einem Massensprint endete, den der Niederländer Koos Moerenhout vor sieben Australiern für sich entschied.
|    | Fahrer           | Nation      | Team                   | Zeit         |
| -- | ---------------- | ----------- | ---------------------- | ------------ |
| 1. | Koos Moerenhout  | Niederlande | Farm Frites            | 1:06:53 h    |
| 2. | Graham Brown     | Australien  | United Water-AIS       | gleiche Zeit |
| 3. | Bradley McGee    | Australien  | La Française des Jeux  | gleiche Zeit |
| 4. | Scott Sunderland | Australien  | SunSmart-Mitsubishi    | gleiche Zeit |
| 5. | David McKenzie   | Australien  | Linda McCartney Racing | gleiche Zeit |

### 2. Etappe, North Adelaide – Gawler
Die zweite Etappe hielt die ersten kurzen Anstiege für die Fahrer bereit und führte aus Adelaide heraus nach Norden über 152 Kilometer. Nach wenigen Kilometern setzte sich eine elfköpfige Ausreißergruppe ab, die das Feld nicht mehr einholen konnte. Mit siebzehn Minuten Rückstand rollte das Peloton ins Ziel, sodass bereits klar war, dass die Ausreißer des Tages auch den Gesamtsieg des Rennens unter sich ausmachen würden. Kurz vor dem Ziel setzten sich Michael Rogers, René Jörgensen und Gilles Maignan ab und machten den Tagessieg unter sich aus, wobei der Australier Rogers nicht zu schlagen war.
|    | Fahrer           | Nation     | Team                      | Zeit         |
| -- | ---------------- | ---------- | ------------------------- | ------------ |
| 1. | Michael Rogers   | Australien | United Water-AIS          | 3:25:02 h    |
| 2. | René Jörgensen   | Danemark   | Memory Card -Jack & Jones | gleiche Zeit |
| 3. | Gilles Maignan   | Frankreich | AG2R Prévoyance           | gleiche Zeit |
| 4. | Emmanuel Magnien | Frankreich | La Française des Jeux     | + 0:20 min   |
| 5. | Stuart O’Grady   | Australien | Crédit Agricole           | gleiche Zeit |

|    | Fahrer         | Nation     | Team                      | Zeit         |
| -- | -------------- | ---------- | ------------------------- | ------------ |
| 1. | Michael Rogers | Australien | United Water-AIS          | 4:41:55 h    |
| 2. | René Jörgensen | Danemark   | Memory Card -Jack & Jones | gleiche Zeit |
| 3. | Gilles Maignan | Frankreich | AG2R Prévoyance           | gleiche Zeit |
| 4. | Stuart O’Grady | Australien | Crédit Agricole           | + 0:20 min   |
| 5. | Sandy Casar    | Frankreich | La Française des Jeux     | + 0:20 min   |

### 3. Etappe, Glenelg – McLaren Vale
Das dritte Teilstück führte über 185 Kilometer von Glenelg aus nach Süden und war das längste der Rundfahrt. Ungefähr zwanzig Kilometer vor dem Ziel stand mit dem Willunga Hill der schwerste Anstieg der Tour Down Under auf dem Programm. Bereits zu Beginn des Rennens hatte sich Stéphane Bergès abgesetzt und feierte mit fast zwei Minuten Vorsprung einen ungefährdeten Solosieg vor dem Hauptfeld, das nur noch um Rang zwei sprintete. Dank der Zeitbonifikationen wegen des dritten Etappenranges schob sich Emmanuel Magnien auf Platz fünf der Gesamtwertung.
|    | Fahrer               | Nation      | Team                   | Zeit         |
| -- | -------------------- | ----------- | ---------------------- | ------------ |
| 1. | Stéphane Bergès      | Frankreich  | Big Mat-Auber 93       | 5:07:46 h    |
| 2. | Erik Zabel           | Deutschland | Team Deutsche Telekom  | + 1:43 min   |
| 3. | Emmanuel Magnien     | Frankreich  | La Française des Jeux  | gleiche Zeit |
| 4. | Maurizio De Pasquale | Italien     | Linda McCartney Racing | gleiche Zeit |
| 5. | Massimiliano Mori    | Italien     | Saeco                  | gleiche Zeit |

|    | Fahrer           | Nation     | Team                      | Zeit       |
| -- | ---------------- | ---------- | ------------------------- | ---------- |
| 1. | Michael Rogers   | Australien | United Water-AIS          | 9:51:15 h  |
| 2. | René Jörgensen   | Danemark   | Memory Card -Jack & Jones | + 0:03 min |
| 3. | Gilles Maignan   | Frankreich | AG2R Prévoyance           | + 0:09 min |
| 4. | Stuart O’Grady   | Australien | Crédit Agricole           | + 0:25 min |
| 5. | Emmanuel Magnien | Frankreich | La Française des Jeux     | + 0:27 min |

### 4. Etappe, Unley – Modbury
Vom südlich von Adelaide gelegenen Unley aus führte die vierte Etappe über wellige 136 Kilometer nach Norden. Eine zehnköpfige Spitzengruppe, die sich in einem schnellen und hektischen Rennen mit vielen Attacken gebildet hatte, machte schließlich den Sieg unter sich aus. Der Deutsche Steffen Wesemann setzte sich im Sprint gegen seine Mitstreiter durch. Michael Rogers musste seine Gesamtführung auf dem selektiven Abschnitt an den Franzosen Gilles Maignan abtreten und verlor ebenso wie der bisherige Gesamtfünfte Emmanuel Magnien über 21 Minuten. Auch der bisherige Gesamtzweite René Jörgensen erreichte das Ziel erst in einer Verfolgergruppe mit fast sechs Minuten Rückstand und rutschte auf den neunten Gesamtplatz. Tagessieger Wesemann verbesserte sich auf Position vier des Rankings.
|    | Fahrer           | Nation      | Team                  | Zeit         |
| -- | ---------------- | ----------- | --------------------- | ------------ |
| 1. | Steffen Wesemann | Deutschland | Team Deutsche Telekom | 3:13:02 h    |
| 2. | Pascal Hervé     | Frankreich  | Team Polti            | gleiche Zeit |
| 3. | Stuart O’Grady   | Australien  | Crédit Agricole       | gleiche Zeit |
| 4. | Gilles Maignan   | Frankreich  | AG2R Prévoyance       | gleiche Zeit |
| 5. | Brad Davidson    | Australien  | SunSmart - Mitsubishi | gleiche Zeit |

|    | Fahrer           | Nation      | Team                  | Zeit         |
| -- | ---------------- | ----------- | --------------------- | ------------ |
| 1. | Gilles Maignan   | Frankreich  | AG2R Prévoyance       | 13:04:26 h   |
| 2. | Stuart O’Grady   | Australien  | Crédit Agricole       | + 0:14 min   |
| 3. | Steffen Wesemann | Deutschland | Team Deutsche Telekom | gleiche Zeit |
| 4. | Ludovic Turpin   | Frankreich  | AG2R Prévoyance       | + 0:18 min   |
| 5. | Sandy Casar      | Frankreich  | La Française des Jeux | + 0:24 min   |

### 5. Etappe, Gawler – Tanunda
Im Zielort der zweiten Etappe startete der fünfte Tagesabschnitt über 156 Kilometer nach Tanunda. Auf dem abschließenden Mengler's Hill konnte sich der Deutsche Erik Zabel aus einer großen Ausreißergruppe absetzen und sorgte für den zweiten deutschen Tagessieg in Folge, für ihn persönlich war es nach zwei Triumphen im Vorjahr bereits der dritte Sieg bei der Tour Down Under. Mit elf Minuten Rückstand kam das Hauptfeld ins Ziel, in der Gesamtwertung gab es dennoch keine bedeutenden Veränderungen.
|    | Fahrer              | Nation      | Team                      | Zeit         |
| -- | ------------------- | ----------- | ------------------------- | ------------ |
| 1. | Erik Zabel          | Deutschland | Team Deutsche Telekom     | 3:41:43 h    |
| 2. | Massimiliano Mori   | Italien     | Saeco                     | + 0:02 min   |
| 3. | Jacob Moe Rasmussen | Danemark    | Memory Card -Jack & Jones | + 0:03 min   |
| 4. | Emmanuel Magnien    | Frankreich  | La Française des Jeux     | gleiche Zeit |
| 5. | Allan Davis         | Australien  | United Water-AIS          | gleiche Zeit |

|    | Fahrer           | Nation      | Team                  | Zeit         |
| -- | ---------------- | ----------- | --------------------- | ------------ |
| 1. | Gilles Maignan   | Frankreich  | AG2R Prévoyance       | 16:57:09 h   |
| 2. | Stuart O’Grady   | Australien  | Crédit Agricole       | + 0:14 min   |
| 3. | Steffen Wesemann | Deutschland | Team Deutsche Telekom | gleiche Zeit |
| 4. | Ludovic Turpin   | Frankreich  | AG2R Prévoyance       | + 0:18 min   |
| 5. | Sandy Casar      | Frankreich  | La Française des Jeux | + 0:24 min   |

### 6. Etappe, Adelaide Street Race
Mit einem 96 Kilometer langen, flachen Rundkurs (20 Runden zu je 4,8 Kilometern) in der südaustralischen Hauptstadt Adelaide endete die 2. Tour Down Under. Im Massensprint konnte Robbie McEwen die Konkurrenz deutlich distanzieren. Dank der Zeitbonifikation für den dritten Etappenplatz konnte Stuart O’Grady sich vor Steffen Wesemann den zweiten Rang in der Gesamtwertung sichern.
|    | Fahrer          | Nation      | Team                  | Zeit         |
| -- | --------------- | ----------- | --------------------- | ------------ |
| 1. | Robbie McEwen   | Australien  | Farm Frites           | 2:05:17 h    |
| 2. | Jaan Kirsipuu   | Estland     | AG2R Prévoyance       | + 0:01 min   |
| 3. | Stuart O’Grady  | Australien  | Crédit Agricole       | gleiche Zeit |
| 4. | Bradley McGee   | Australien  | La Française des Jeux | gleiche Zeit |
| 5. | Torsten Nitsche | Deutschland | Saeco                 | gleiche Zeit |

|    | Fahrer           | Nation      | Team                  | Zeit       |
| -- | ---------------- | ----------- | --------------------- | ---------- |
| 1. | Gilles Maignan   | Frankreich  | AG2R Prévoyance       | 16:57:09 h |
| 2. | Stuart O’Grady   | Australien  | Crédit Agricole       | + 0:12 min |
| 3. | Steffen Wesemann | Deutschland | Team Deutsche Telekom | + 0:14 min |
| 4. | Ludovic Turpin   | Frankreich  | AG2R Prévoyance       | + 0:18 min |
| 5. | Sandy Casar      | Frankreich  | La Française des Jeux | + 0:24 min |

## Etappenübersicht
| Etappe    | Datum      | Start–Ziel            | km  | Etappensieger    | Führender       |
| --------- | ---------- | --------------------- | --- | ---------------- | --------------- |
| 1. Etappe | 18. Januar | Adelaide              | 52  | Koos Moerenhout  | Koos Moerenhout |
| 2. Etappe | 19. Januar | North Adelaide–Gawler | 152 | Michael Rogers   | Michael Rogers  |
| 3. Etappe | 20. Januar | Glenelg-McLaren Vale  | 185 | Stéphane Bergès  | Michael Rogers  |
| 4. Etappe | 21. Januar | Unley–Modbury         | 136 | Steffen Wesemann | Gilles Maignan  |
| 5. Etappe | 22. Januar | Gawler – Tanunda      | 156 | Erik Zabel       | Gilles Maignan  |
| 6. Etappe | 23. Januar | Adelaide              | 96  | Robbie McEwen    | Gilles Maignan  |

## Wertungen
Für die Punktewertungen gab es folgende Punktverteilung:
2 Zwischensprints auf jeder Etappe
1: 6 Punkte
2: 4 Punkte
3: 2 Punkte
Zielsprint
1: 8 Punkte
2: 6 Punkte
3: 4 Punkte
Bergwertungen
1: 16 Punkte
2: 12 Punkte
3: 8 Punkte
4: 6 Punkte
5: 4 Punkte

### Wertungen im Tourverlauf
Die Tabelle zeigt den Führenden in der jeweiligen Wertung nach der jeweiligen Etappe an.
|           | Gesamtwertung   | Sprintwertung   | Bergwertung    | Nachwuchswertung | Teamwertung     |
| --------- | --------------- | --------------- | -------------- | ---------------- | --------------- |
| 1. Etappe | Koos Moerenhout | Brett Aitken    | Stuart O’Grady | Koos Moerenhout  | -               |
| 2. Etappe | Michael Rogers  | Michael Rogers  | René Jörgensen | Michael Rogers   | AG2R Prévoyance |
| 3. Etappe | Michael Rogers  | Stéphane Bergès | René Jörgensen | Michael Rogers   | AG2R Prévoyance |
| 4. Etappe | Gilles Maignan  | Stéphane Bergès | René Jörgensen | Sandy Casar      | AG2R Prévoyance |
| 5. Etappe | Gilles Maignan  | Stéphane Bergès | René Jörgensen | Sandy Casar      | AG2R Prévoyance |
| 6. Etappe | Gilles Maignan  | Guillaume Auger | René Jörgensen | Sandy Casar      | AG2R Prévoyance |

## Endstand
Die gesamte Tour Down Under 2000 wurde nicht wie erwartet von den Sprintern dominiert, die auf vier der sechs Etappen Ausreißern mit teils sehr großem Zeitabstand den Sieg überlassen mussten. Dank seines gelungenen Fluchtversuchs auf der zweiten Etappe konnte der Franzose Gilles Maignan schließlich die Gesamtwertung für sich entscheiden, da er auch zwei Tage darauf aufmerksam blieb und in einer weiteren Fluchtgruppe mit einigen Favoriten vertreten war. Somit konnte er den bis dahin führenden Michael Rogers ablösen, der so viel Zeit verlor, dass er auch in der Nachwuchswertung Sandy Casar und anderen den Vortritt lassen musste. Erfolgreich verlief das Rennen für die deutsche Mannschaft Telekom. Wie im Vorjahr konnten durch Steffen Wesemann und Erik Zabel zwei Etappensiege erzielt werden, zudem konnte sich Wesemann dank seiner Präsenz in der Fluchtgruppe des vierten Tages Platz drei in der Endabrechnung sichern, während Teamkollege Alexander Winokurow Siebter wurde.
Die einheimischen Australier konnten durch Rogers und Robbie McEwen ebenfalls zwei Tagesabschnitte für sich entscheiden, Titelverteidiger Stuart O’Grady verpasste einen erneuten Titel allerdings um zwölf Sekunden. Brett Aitken sicherte sich wie schon ein Jahr zuvor die Punktewertung.